# Turbo C++
Turbo C++ je C++ kompilátor firmy Borland s integrovaným vývojovým prostředím (IDE). Mimo jiné je znám kvůli své rychlosti kompilace a linkování souborů (odtud název „Turbo“). Turbo C++ byl další z řady kompilátorů firmy Borland (Turbo Pascal, Turbo Basic, Turbo Prolog a Turbo C). Turbo C++ se vyvinul z Turbo C jako důsledek vzrůstající poptávce po objektově orientovaném programování. Verze pro MS-DOS nebyla nikdy schopna kompilace ISO C++, protože její vývoj byl zastaven před dokončením standardu.

## Historie
Turbo C++ se již od první verze 1.0 vydané v roce 1991 potýkal s problémy, které jej provázely mnoha dalšími verzemi. Důvodem těchto problémů bylo několik zásadních chyb v kompilátoru C++. Příkladem byla chyba při práci se strukturou switch – case, při které celé programovací rozhraní záhadným způsobem zkolabovalo a hodně často s sebou vzalo i operační systém.
I když postupem verzemi 2.0, 3.0, 4.0 se problémy se stabilitou prostředí zlepšovaly, problém s příkazem switch – case se podařilo vyřešit až v posledních verzích a to bylo už příliš pozdě na to, aby firma Borland mohla plně konkurovat stabilním a výkonným kompilátorům firmy Microsoft. Touto chybou ztratila firma Borland 30 % trhu s kompilátory a trh ovládly kompilátory firmy Microsoft. [zdroj?]

## Historie verzí
Turbo C++ 3.0 bylo vydáno 20. listopadu roku 1991 ještě pro systém MS-DOS. Bylo to v době, kdy už byla očekávána verze pro operační systém Microsoft Windows. Od verze 3.0 rozdělila firma Borlad vývoj C++ překladače do dvou samostatných překladačů, a to na Turbo C++ a Borland C++. Turbo C++ bylo zaměřené hlavně na zájmové programátory a nižší segment trhu, kdežto Borland C++ byl zaměřen na profesionální trh. Borland C++ proto navíc obsahoval některé vývojové nástroje, optimalizaci pro kompilaci kódu a dokumentaci upravenou pro potřeby komerčních vývojářů.
Turbo C++ 4.0 bylo vydáno v listopadu 1993 a mimo jiné věci byla významná pro svoji velkou podporu šablon. Překladač Turbo C++ 4 hrál významnou roli při vývoji knihovny Standard Template Library. Vzhledem k úspěchu vývojového prostředí Delphi, se firma Borland rozhodla ukončit další vývoj Borland C++ pro MS-DOS a soustředil se na vývoj C++ překladače pro operační systém Microsoft Windows. Aktivní vývoj na Borland C++/Turbo C++ byl ukončen až v roce 2006.